# Sportwerk Hamburg Walddörfer
Der Sportwerk Hamburg Walddörfer e.V. (kurz: Sportwerk Hamburg) ist ein Squashverein aus Hamburg und Mitglied im Hamburger Squash Verband. Seit der Saison 2014/2015 stellt der Verein eine Mannschaft in  der 1. Squash-Bundesliga. Er wurde in der Saison 2024/25 erstmals Deutscher Mannschaftsmeister.

## Geschichte
Der Verein wurde als Squash Walddörfer am 9. Oktober 1983 gegründet und ist im Sport & Spa Bramfeld und im Sportwerk Hamburg beheimatet. 2015 erfolgte die Umbenennung des Vereins in Sportwerk Hamburg Walddörfer e.V.
Der Club hatte seine Heimanlage zunächst in Hamburg-Sasel. Nach Schließung der Anlage erfolgte 2005 der Umzug nach Hamburg-Bramfeld. Mit der Aufnahme der Bundesligamannschaft aus Hilden ab der Saison 2014/2015 und der Jugendgruppe aus dem Sportwerk in der Hagenbeckstraße in Hamburg-Stellingen wuchs der Verein erheblich. Um den neuen sportlichen Anforderungen gerecht zu werden, finden die Heimspiele der meisten Mannschaften des Klubs fortan im Sportwerk statt, einer Anlage mit 15 Squashcourts und mit Platz für mehrere hundert Zuschauer vor dem Vollglas-Centercourt.

## Mannschaften

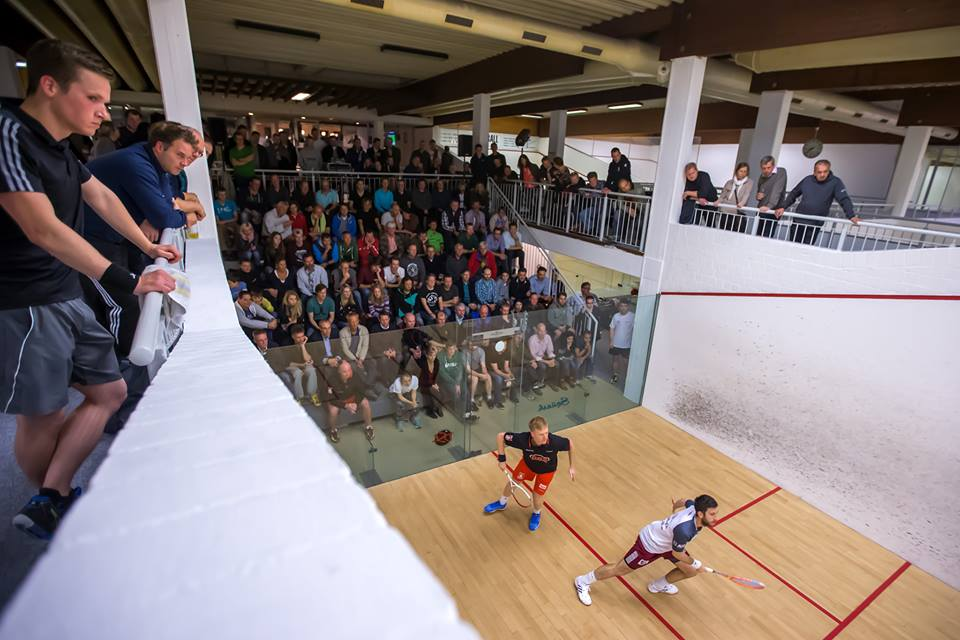
Tom Richards gegen Daryl Selby am 8. November 2014

Das Bundesligateam wurde in der Saison 2016/17, der dritten Bundesligasaison der Vereinsgeschichte, erstmals Meister der Bundesliga Nord, Deutscher Vizemeister sowie Dritter beim Europapokal der Landesmeister. Mit dem Aufstieg der 2. Herrenmannschaft aus der Regionalliga in die Bundesliga wurden in der vierten Bundesligasaison nunmehr zwei Herrenteams gemeldet, wobei das 2. Herrenteam vorwiegend aus Jugendspielern besteht. Seit der Saison 2019/2020 wird mit lediglich einem, überwiegend aus jungen Nachwuchstalenten bestehenden Team gespielt. In der Saison 2024/2025 wurde der Club erstmals Deutscher Meister.
| Position | Spieler              | Nationalität |
| 1        | Tarek Momen          | Agypten      |
| 2        | Victor Crouin        | Frankreich   |
| 3        | Yahya Elnawasany     | Agypten      |
| 4        | Karim El Hammamy     | Agypten      |
| 5        | Velavan Senthilkumar | Indien       |
| 6        | Abhay Singh          | Indien       |
| 7        | Iván Pérez           | Spanien      |
| 8        | Valentin Rapp        | Deutschland  |
| 9        | Marek Panáček        | Tschechien   |
| 10       | Benjamin Aubert      | Frankreich   |
| 11       | Henrik Mustonen      | Finnland     |
| 12       | Bart Ravelli         | Niederlande  |
| 13       | Nilo Vidal           | Spanien      |
| 14       | Samuel Gerrits       | Niederlande  |
| 15       | Ziad Sakr            | Agypten      |
| 16       | Joachim Chuah        | Malaysia     |
| 17       | Ali El Toukhy        | Agypten      |
| 18       | Julius Benthin       | Deutschland  |
| 19       | Ali El Karargui      | Deutschland  |
| 20       | Norman Junge         | Deutschland  |
| 21       | Fynn Schuck          | Deutschland  |
| 22       | Max Oldehaver        | Deutschland  |
| 23       | Julius Winkler       | Deutschland  |
| 24       | Christian Wucherer   | Deutschland  |
| 25       | Bart Wijnhoven       | Niederlande  |
| 26       | Cedric Andersen      | Deutschland  |
| 27       | Bosse Wernecke       | Deutschland  |

## Erfolge
- Aufstieg 1. Squash-Bundesliga der Herren zur Bundesliga-Saison 2014/2015
- Erreichen der Endrunde zur Meisterschaft der Bundesliga-Saison 2015/2016; Vizemeister Bundesliga-Nord
- Erreichen der Endrunde zur Meisterschaft der Bundesliga-Saison 2016/2017; Meister Bundesliga-Nord, Deutscher Vizemeister und Dritter bei den European Squash Club Championships 2017 (Europapokal der Landesmeister)
- Aufstieg 1. Squash-Bundesliga der 2. Herren zur Bundesliga-Saison 2017/2018; Erreichen der Endrunde zur Meisterschaft der Bundesliga-Saison 2017/2018; Vizemeister Bundesliga-Nord
- Erreichen des Halbfinales der Endrunde zur Meisterschaft der Bundesliga-Saison 2023/2024
- Deutscher Meister der Bundesliga-Saison 2024/2025